# Tiffany Mynx
Tiffany Mynx (nascuda el 10 d'octubre de 1971 en Upland, Califòrnia) és una actriu porno nord-americana. Ha rodat més de 500 pel·lícules des que debutés el 1992. Forma part dels Salons de la Fama AVN i XRCO.

## Biografia[calcitació]
El 1992 es muda a Los Angeles on viu amb la seva àvia i comença a treballar com a ballarina de striptease. El seu primer treball davant les càmeres es produeix en un video per Penthouse, poc després, debutaria en el porno en una pel·lícula de VCA titulada The D.J. Posteriorment seguiria treballant principalment per a aquest estudi en títols com : Sorority sex kittens (1992), Return of the cheerleader nurses (1994), Nurse tails (1994) o Dirty work (1995). Després de casar-se i operar-se els pits, signatura el 1997 amb la productora Elegant Angel. Debuta amb ella en Buttwoman '97, una pel·lícula que li donaria molta fama.
El 1998 escriu, produeix, dirigeix i protagonitza Asswoman in wonderland. Satisfeta amb l'experiència decideix crear primer, Tiffany Mynx Productions, amb la qual trauria dues pel·lícules, i posteriorment Paguen Productions, que produiria 8 cintes entre 2000 i 2004. Entre els seus títols més recents podem destacar : Take it black 2 (2005), Strap attack 2 (2005), Slave Dolls 2 (2006), Obsession (2006) o Glory hole (2007).
Va estar casada amb l'actor porno Cody Adams entre 1995 i 1998. Fruit d'aquesta relació són les seves dos primers fills. L'agost del 2006 va tornar a contreure matrimoni. Posteriorment va donar la llum al seu tercer fill.

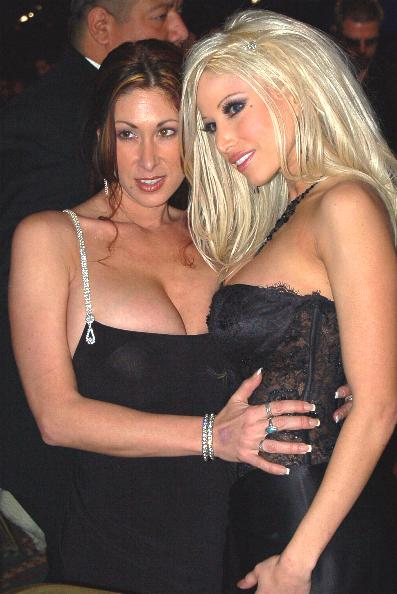
Tiffany Mynx i Gina Lynn (2006)

## Curiositats
- Al febrer de 1999 va saltar la notícia de la seva mort. En realitat, no era així i tot es va haver del llançament d'un recopilatori amb algunes de les seves escenes titulat, de forma desafortunada Tiffany Mynx: Rest In Peace o Tiffany Mynx: r. i. p.[1]
- Des de 2007 resideix a Las Vegas.
- Ella ha estat la principal impulsora perquè el seu fill, Nate, de 18 anys, debutés en el porno en 2008, alguna cosa que va crear molta controvèrsia per gent de la pròpia indústria.[2]

## Premis

### AVN
- 1994 – Premis AVN – a la Millor escena de sexe anal amb Kitty Yung i Randy West) per Sodomania 5[3]
- 2001 – Inclusió en el Saló de la fama d'AVN[4]
- 2007 – Premis AVN – a la Millor escena en parella per – Slave dolls 2 (amb Manuel Ferrara)[5]

### XRCO
- 1997 – XRCO a la Millor escena lèsbica amb Jeanna Fine i Stephanie Swift per Miscreants[6]
- 1998 – XRCO a la Millor escena de grup per Asswoman in wonderland
- 2002 – Inclusió en el XRCO Hall of Fame[7]

### Uns altres
- 1997 – CAVR Adult Awards – a la Millor actriu[8]
- 1998 – CAVR Adult Awards – a l'Actriu mes calenta[9]
- 1998 – F.O.X.I Awards – a la Millor actriu[10]